# Cane Minore
Il Cane Minore (in latino Canis Minor) è una delle 48 costellazioni elencate da Tolomeo, ed è anche una delle 88 costellazioni moderne. Rappresenta uno dei cani che seguono Orione, il cacciatore.
Benché sia una costellazione molto piccola, la presenza della brillantissima stella Procione la rende una delle più facili da individuare.

## Caratteristiche

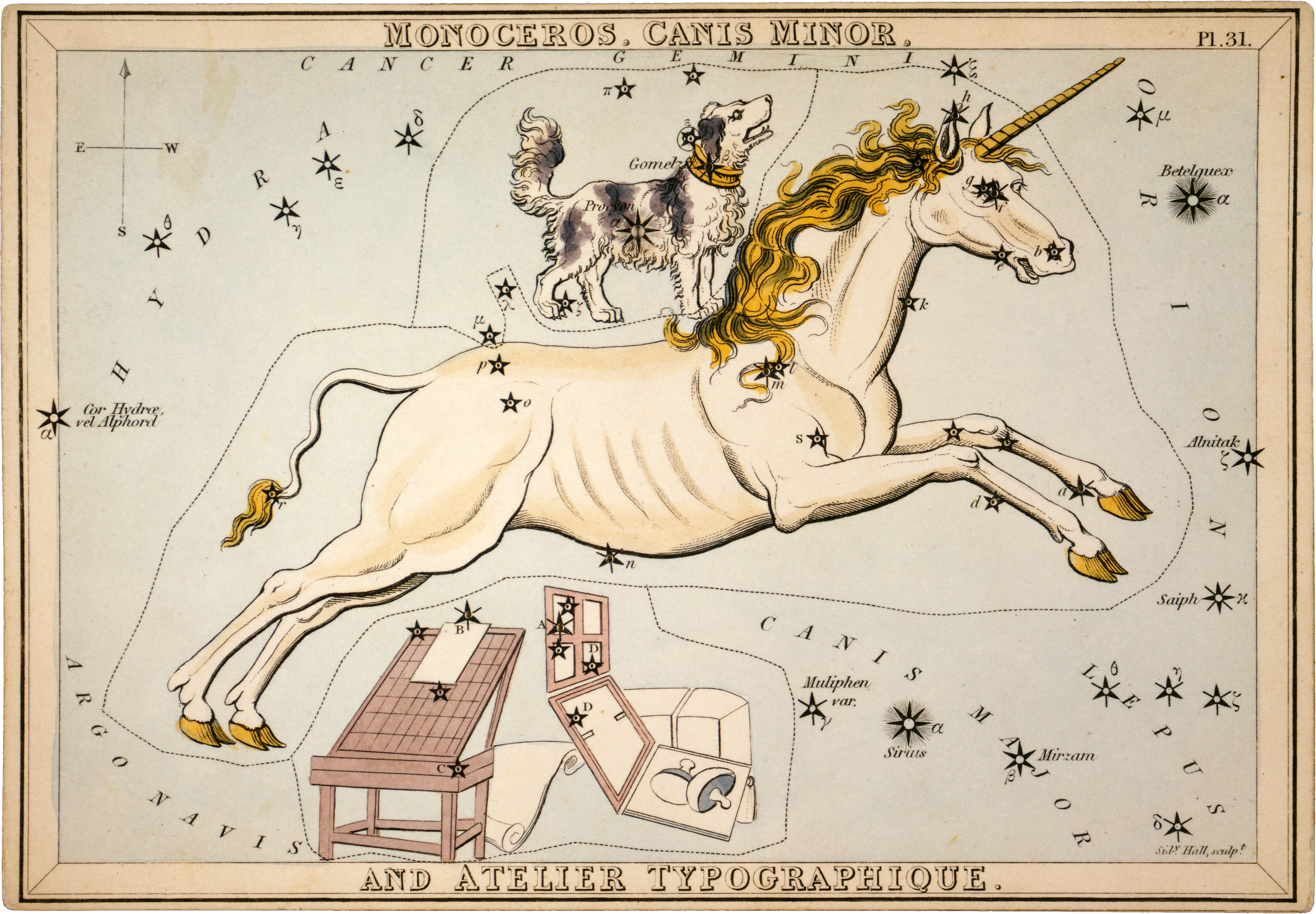
Illustrazione del Cane Minore e dell'Unicorno

Il Cane Minore è una piccola costellazione dell'emisfero boreale che consiste principalmente di due stelle, Procione (α Canis Minoris) e Gomeisa (β Canis Minoris). Procione è una delle stelle più vicine al sistema solare e con la sua magnitudine apparente pari a 0,38, è l'ottava stella più luminosa del cielo notturno e costituisce il vertice nordorientale dell'asterismo del Triangolo Invernale; ciò rende la costellazione, nonostante le sue piccole dimensioni, immediatamente individuabile anche dalle aree urbane più popolate. Procione significa letteralmente "prima del cane" in Greco, perché nell'emisfero boreale sorge prima della Stella del Cane, Sirio (che fa parte del Cane Maggiore).
Il periodo più propizio per la sua osservazione nel cielo serale ricade nei mesi compresi fra dicembre e maggio; la sua posizione praticamente equatoriale fa sì che essa sia osservabile senza particolari preferenze da tutte le aree popolate della Terra. La stella Procione in particolare resta invisibile solo in quella ristretta fascia racchiusa entro 6° dal polo sud, mentre per presentarsi circumpolare nell'emisfero nord occorre trovarsi a latitudini totalmente polari.

### Stelle principali
- Procione (α Canis Minoris) è una stella bianco-azzurra di sequenza principale di magnitudine 0,38; trovandosi alla distanza di soli 11 anni luce, è la tredicesima stella più vicina al Sole.
- Gomeisa (β Canis Minoris) è una nana bianco-azzurra di magnitudine 2,89, distante 170 anni luce.
- γ Canis Minoris è una gigante arancione di magnitudine 4,33, distante 398 anni luce.

### Stelle doppie
Procione è una stella multipla, accompagnata da una nana bianca di decima magnitudine, visibile a soli 5" di separazione; è presente una terza stella di undicesima magnitudine, in realtà molto più lontana e dunque allineata solo per un effetto prospettico, posta a circa 2 primi d'arco e osservabile anche con un piccolo strumento.
| Principali stelle doppie |                                          |                                          |             |             |                                 |        |
| Nome                     | Coordinate equatoriali all'epoca J2000.0 | Coordinate equatoriali all'epoca J2000.0 | Magnitudine | Magnitudine | Separazione (in secondi d'arco) | Colore |
| Nome                     | AR                                       | Dec                                      | A           | B           | Separazione (in secondi d'arco) | Colore |
| Procione AB              | 07h 39m 19s                              | +05° 13′ 39″                             | 0,38        | 10,8        | 5,1                             | g + b  |
| Procione AC              | 07h 39m 19s                              | +05° 13′ 39″                             | 0,38        | 11,17       | 122                             | g + b  |
| HD 61563                 | 07h 40m 07s                              | +05° 13′ 52″                             | 6,65        | 6,9         | 1,1                             | b + b  |

### Stelle variabili
Nonostante le sue ridotte dimensioni, il Cane Minore contiene diverse stelle variabili di magnitudine massima più brillante della 8,0.
Fra le numerose Mireidi la più luminosa è la S Canis Minoris, che in fase di massima raggiunge la magnitudine 6,6; in circa 11 mesi completa un ciclo di variazione.
BC Canis Minoris è una variabile semiregolare con delle pulsazioni che la fanno oscillare di alcuni decimi di grandezza attorno alla sesta magnitudine; Gomeisa è invece una variabile Gamma Cassiopeiae, le cui variazioni non sono percepibili senza l'ausilio di strumento specifici.
| Principali stelle variabili |                                          |                                          |             |             |                  |                       |
| Nome                        | Coordinate equatoriali all'epoca J2000.0 | Coordinate equatoriali all'epoca J2000.0 | Magnitudine | Magnitudine | Periodo (giorni) | Tipo                  |
| Nome                        | AR                                       | Dec                                      | Max.        | Min.        | Periodo (giorni) | Tipo                  |
| R Canis Minoris             | 07h 08m 43s                              | +10° 01′ 26″                             | 7,25        | 11,6        | 337,78           | Mireide               |
| S Canis Minoris             | 07h 32m 43s                              | +08° 19′ 05″                             | 6,6         | 13,2        | 332,94           | Mireide               |
| V Canis Minoris             | 07h 06m 59s                              | +08° 52′ 38″                             | 7,4         | 15,1        | 366,10           | Mireide               |
| BC Canis Minoris            | 07h 52m 07s                              | +03° 16′ 38″                             | 6,14        | 6,42        | 35:              | Semiregolare pulsante |
| Gomeisa                     | 07h 27m 09s                              | +08° 17′ 22″                             | 2,84        | 2,92        | -                | γ Cas                 |

## Oggetti del profondo cielo
Essendo una costellazione molto piccola, il Cane Minore contiene pochi oggetti non stellari e quelli osservabili sono meno brillanti della magnitudine 10. Il principale oggetto è infatti NGC 2485, una galassia spirale di magnitudine 12,4.
| Principali oggetti non stellari |                                          |                                          |          |             |                                        |              |
| Nome                            | Coordinate equatoriali all'epoca J2000.0 | Coordinate equatoriali all'epoca J2000.0 | Tipo     | Magnitudine | Dimensioni apparenti (in primi d'arco) | Nome proprio |
| Nome                            | AR                                       | Dec                                      | Tipo     | Magnitudine | Dimensioni apparenti (in primi d'arco) | Nome proprio |
| NGC 2485                        | 07h 56m 49s                              | +07° 28′ 39″                             | Galassia | 12,4        | 1,6 x 1,6                              |              |

## Mitologia

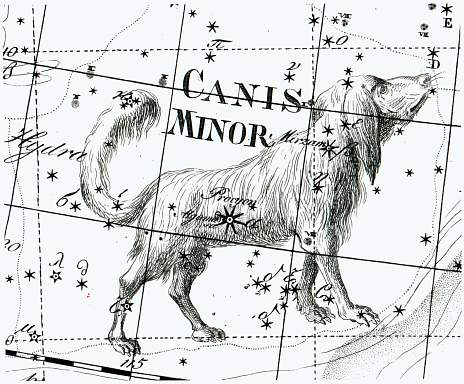
Il Cane Minore in Uranographia di Johann Bode. Sul suo corpo c'è la stella brillante Procione

Nella mitologia greca, il Cane Minore è solitamente identificato con uno dei cani di Orione. Ma secondo un'antica leggenda originaria dell'Attica (la regione intorno ad Atene), raccontata dal mitografo Igino, la costellazione rappresenta Mera, il cane di Icario, l'uomo cui il dio Dioniso insegnò per primo a fare il vino. Quando Icario lo fece assaggiare ad alcuni pastori, essi si ubriacarono quasi immediatamente. Credendo che Icario li avesse avvelenati, lo uccisero. Il cane Mera corse ululando dalla figlia di Icario, Erigone, la prese le vesti tra i denti e la tirò fino al luogo dove giaceva il padre morto. Sia Erigone che il cane si suicidarono accanto al corpo di Icario. Zeus pose le loro immagini fra le stelle a memoria dell'evento sfortunato. Per riparare al loro tragico errore, le genti di Atene istituirono una celebrazione annuale in onore di Icario e di Erigone. In questa storia, Icario si identifica con la costellazione di Boote, Erigone con quella della Vergine e Mera è il Cane Minore.
Secondo Igino, gli assassini di Icario fuggirono nell'isola di Cea, al largo dell'Attica, ma furono perseguitati a causa della loro cattiva azione. L'isola fu afflitta dalla carestia e dalle malattie, attribuite nella leggenda all'effetto essiccante della Stella del Cane (qui Procione sembra sia confusa con la stella del Cane Maggiore, Sirio). Il re dell'isola, Aristeo, figlio del dio Apollo, chiese consiglio al padre che gli disse di chiedere aiuto a Zeus. Zeus gli mandò i venti Etesii, che soffiano ogni anno per quaranta giorni dal momento in cui sorge la Stella del Cane, per raffreddare la Grecia e le isole che la circondano durante la calura estiva. In seguito, i sacerdoti di Cea istituirono la pratica di sacrifici annuali agli dèi prima del sorgere della Stella del Cane.

## Nei Media
Nell'anime Fairy Tail, "Nikora" é lo "Spirito Stellare" del CanisMinor.